# کرتوود اسمیت
کرتوود اسمیت (به انگلیسی: Kurtwood Smith) (زاده ۳ ژوئیه ۱۹۴۳) بازیگر آمریکایی است. از فیلم‌های او می‌توان به پلیس آهنی، پیکان‌های شکسته، له‌شدگی، راه کریسمس، شهروند روث، تغییر سریع و زمانی برای کشتن اشاره کرد.
اسمیت برنده جایزه سه جایزه درام-لوگو برای اجرای خود در بیلی بودا، دلپذیر ایدیوت وسبز رشد لاله ها شد. کارگردان فیلم او، کلارنس بودیکرر، کارگردان فیلم Robbocop در فیلم علمی تخیلی پائول Verhoeven و نقش پدر به عنوان سرخورده فورمن در فستیوال فاکس که «70s نمایش»، که از سال ۱۹۹۸ تا ۲۰۰۶ اجرا شد، به تصویر کشیده است. پس از آن 70S Show به پایان رسید، اسمیت سناتور بلین میر در فصل هفتم هیجان انگیز ۲۴ بازی کرد و دیک کلایتون را در سری بدترین هفته CBS به تصویر کشیده است. او از یک نقش تکراری به عنوان یک عامل FBI سرکش در فصل ۳-۵ از NBC سری (بعدها CBS) Medium استفاده کرد، بعداً در قسمت بعد به عنوان یک ارواح بعد از مرگ شخصیتش ظاهر شد. به‌تازگی، او در ABC علمی تخیلی / درام بازی شخصیت اصلی هنری لنگستون قیامت که برای دو فصل (۲۰۱۴-۱۵) بود.
از این، دهه ۷۰ نمایشهای دیگر او شامل نقش آقای سو در «کمدی جاسوسی» فاکس «ماجراهای جدید لوبیا باکستر» از ۱۹۸۷ تا ۱۹۸۹ بود. او همچنین به عنوان پدر جدی نیل، رابرت سین لئونارد در انجمن جامعه مدرسان ۱۹۸۹، ستاره دار شد. او چندین نمایش در حق بیمه ستاره دنباله دار بازی کرد، بازی رئیس‌جمهور فدراسیون در ستاره دنباله دار VI: کشف نشده کشور، یک Cardassian به نام Thrax در پیشتازان ستاره: عمیق فضا نهقسمت «چیز گذشته» و یک دانشمند Krenim به نام Annorax در سفرنامه ستاره: قسمت وایجر «سال جهنم».
او همچنین دارای رزومه صوتی گسترده ای است که در بازی های کامپیوتری مانند Fallout Tactics: Brotherhood of Steel و FreeSpace 2 و تعدادی سری انیمیشن منتشر شده است. او نقش تکراری را در سری Gaymation Gary & Mike به عنوان افسر دچار انتقام گری بازی کرد و شخصیت فرمانده نظامی دایناسوری را که ژنرال گالاپاگوس در Wild Saver استیو هلند منتشر کرد، منتشر کرد. سری انیمیشن فاکس The Terrible Thunderlizards. او با صدای Bob Johnson در Squirrel Boy بازی کرد و صدای کانجی راو رادر فانوس سبز به نمایش گذاشت: پرواز اول و به عنوان کلانتر در Last Of Dogmen ستاره دار شد.

## زندگی شخصی
اسمیت با سسیلیا سوازا در سال ۱۹۶۴ ازدواج کرد. این زن و شوهر طلاق گرفته در سال ۱۹۷۴ است. اسمیت در سال ۱۹۸۸ با جوآن پیرکلی ازدواج کرد. اسمیت یک دختر، لورل گارنر و یک پسر شانون اسمیت بود. اسمیت در گلندیل، کالیفرنیا زندگی میکند